# 파이널 컷 프로 X
파이널 컷 프로 X(영어: Final Cut Pro X)은 애플에서 제작한 비선형 영상 편집 소프트웨어이다.

## 역사
2011년 6월 20일에 애플은 'Final Cut Pro X'으로 명명된 파이널 컷 프로의 새로운 버전을 발표했다. 기존 버전의 업그레이드가 아닌, 처음부터 다시 설계하여 새롭게 탄생한 파이널컷 프로 텐은 '64 비트 응용 프로그램'이며, 가능한 모든 파워를 사용하도록 하는 Grand Central Dispatch와 OpenCL을 지원하며, 8K 해상도까지 지원하며 임포트 중에 샷 을 분석하고, 영상 및 오디오의 결함에 대한 신속하게 자동 분석 한다. 또한 타임 라인에서 다른 클립에 구해받지 않고 스토리라인을 발전시킬 수 있는 '마그네틱 타임 라인'을 갖추고 있다. $ 299.99로 2011년 6월 21일 이후 맥 앱 스토어에서 다운로드 가능하며, 모션5 & 콤프레서도 $ 49.99(5만원)에 현재 판매중이다.
버전 10.1부터는 사용하는 모든 파일을 한곳에 모아서 관리하는 통합 라이브러리를 사용한다. 최신 버전의 파일 관리방식은 개인작업뿐만이 아닌 서버를 통한 여러 맥에서의 동시 작업까지 최적화되어있다. 가장 최근의 헐리우드 뉴스에서 현재 Final Cut Pro X를 사용해서 장편영화를 편집중이고 NBC, PBS, MTV, BBC 등의 방송국에서도 이 프로그램을 사용하여 많은 방송프로그램을 제작하였다. Avid와 Premiere등의 편집 소프트웨어와 비교해서 볼때, RED 4K 카메라등을 사용하는 4K 워크플로우와 여러개의 카메라로 촬영된 멀티캠 편집에 가장 적합한 방식의 프로페셔널 편집 소프트웨어이다. 얼마전 출시된 5K iMac과 더불어 가장 빠르고 파워풀한 편집기능을 프로페셔널 영상 편집자에게 제공한다.
그리고 버전 10.3부터는 4K 해상도 및 8K 해상도의 동영상을 편집할 수 있다.